# Robert Biewend
Robert Biewend (* 12. April 1844 in Hamburg; † 7. Januar 1913 in Clausthal) war ein deutscher Eisenhüttenmann und Hochschullehrer.

## Familie
Robert Biewend entstammte einer Clausthaler Familie. Sein Vater war der in Clausthal geborene Chemiker und Münzwardein der Hansestadt Hamburg Dr. Eduard Biewend (1814–1888), ein Pionier der Fotografie. Er heiratete seine Cousine Helene Koch, Schwester seiner Cousins Robert Koch und Hugo Koch. Biewends Tochter Else Holzschuh studierte als eine der ersten Frauen Deutschlands an der Staatlichen Akademie der Bildenden Künste Karlsruhe.

## Leben
Robert Biewend studierte an der Bergakademie Clausthal Bergbau und Hüttenkunde. Am 19. April 1866 war er einer der fünf Stifter des Corps Hercynia Clausthal. Nach Abschluss des Studiums schlug er die Bergbeamtenlaufbahn ein, zunächst als Bergassessor, dann als Bergrat. 1876 wurde er zum Dozenten der Hüttenkunde und Probierkunst an die Bergakademie Clausthal berufen. 1885 erhielt Biewend dort einen Ruf auf den neu geschaffenen Lehrstuhl für Eisenhüttenkunde und wurde damit der Wegbereiter der Eisenhüttenkunde als eigenständiges wissenschaftliches Fach in Clausthal. 1903 wurde er emeritiert.

## Auszeichnungen
- Ernennung zum Ehrenmitglied des Corps Hercynia Clausthal